# Лесоповал
«Лесопова́л» — советский и российский музыкальный коллектив, исполняющий песни в стиле русский шансон. Группа была создана в 1990 году продюсером-основателем Михаилом Таничем и впоследствии лидером и композитором Сергеем Коржуковым. Предысторией создания стало то, что в 1947 году Танич оказался в тюрьме, был осуждён на шесть лет и вышел по амнистии в 1953 году после смерти Иосифа Сталина. Тематика песен музыкального коллектива совпадает с теми временами, в некоторых отдельных случаях композиции затрагивают действительность девяностых годов и времён перестройки. Никто из участников музыкального коллектива, кроме поэта-продюсера Михаила Танича, в тюрьме не был, все истории, которые поются «Лесоповалом», были написаны исключительно Михаилом Таничем, видевшим стены советского лагеря. Сергей Коржуков был первым солистом, лидером и композитором группы. Он написал музыку более чем к 60 песням группы.
За время своего существования коллектив претерпевал несколько изменений в своём составе. После смерти Сергея Коржукова в 1994 году группа некоторое время не работала, но с приходом новых музыкантов «Лесоповал» был реанимирован. В 2008 году не стало главного идеолога коллектива — Михаила Танича. Состав вновь был обновлён. Художественным руководителем стала супруга Танича, поэтесса — Лидия Николаевна Козлова.
За время существования группы было издано не менее 21 альбома, в том числе два после смерти Михаила Танича. Преимущественно песни исполняются под звуки гитары, аккордеона, барабана.

## История
Михаил Танич, основатель, автор песен и продюсер группы «Лесоповал», в 1947 году был арестован по обвинению в антисоветской агитации. В тюрьмах и лагерях Танич провёл шесть лет. В 1953 году был освобождён по амнистии.
Перед тем как встретить в 1991 году Сергея Коржукова, Танич написал много стихов к песням, которые позднее станут хитами группы. В начале была попытка записать эти песни с композитором Владимиром Матецким, но сочиненные им мелодии совершенно не соответствовали замыслу Танича. Впоследствии был выпущен магнитоальбом из 12 песен, который не получил особой популярности. Но вскоре жена Михаила Танича Лидия Козлова познакомила поэта с Сергеем Коржуковым. На даче в Асари Михаил Исаевич продиктовал по телефону Коржукову несколько своих стихотворений, и тот вскоре принёс написанную к ним музыку. Впоследствии Танич встретился с Коржуковым, и они записали первую песню, которая тут же стала популярной. Постепенно собрали коллектив, появилась группа и её первый солист и композитор Сергей Коржуков, ставший помимо всего прочего другом семьи Танича.
Благодаря популярной тематике 1990-х годов песни группы быстро стали известны в России и во многих странах проживания русскоязычной эмиграции. Самые известные песни этого периода: «Я куплю тебе дом», «Заповедь», «Три татуировочки», «Вагон столыпинский», «Птичий рынок», «Кореша», «Воруй, Россия!».
Песня «Амнистия» была написана на основе анекдота, который Юрий Никулин рассказал Михаилу Таничу и Сергею Коржукову после концерта в ГЦКЗ «Россия» в 1992 году.
В июле 1994 года в возрасте 35 лет погиб Сергей Коржуков, выпав с 15-го этажа из окна собственной квартиры. Считается, что произошёл несчастный случай, потому как причин для самоубийства не было. После смерти Коржукова группа практически перестала существовать. Но Михаил Танич получал множество писем с просьбами о воссоздании группы, что он и сделал спустя полгода: первый концерт возрождённого «Лесоповала» состоялся 4 декабря 1994 года. В группе на этот раз фигурировало 2—3 вокалиста, ключевым из которых был Сергей Куприк, которому на момент прихода в группу был 21 год.
В 1995 году был выпущен альбом «Амнистия», в основу которого легла домашняя аудиозапись Сергея Коржукова, поверх которой было наложено музыкальное сопровождение. Полностью в студии была записана лишь песня «Морячка», а записи песен «Кума» и «Сентиментальный вальс» были сделаны на концерте 23 июня 1994 года в ГЦКЗ «Россия».
В 1996 году вышел сборник перепевок ранних песен группы «Новый состав», и пятый альбом «Королева Марго». Новым композитором группы стал работавший с начала основания группы Александр Федорков, который при Коржукове был штатным музыкантом и аранжировщиком. Помимо Федоркова, музыку для «Лесоповала» стали писать такие композиторы, как Илья Духовный, Руслан Горобец, Леонид Марголин, Игорь Демарин, Виталий Окороков, Александр Добронравов, Игорь Слуцкий, Аркадий Укупник, Игорь Азаров, Андрей Савченко, Александр Клевицкий, Александр Басилая и Олег Гонтарь.
Вплоть до смерти в 2008 году Михаил Танич продолжал писать песни для «Лесоповала», включая последний альбом — «Наша жизнь», который был подготовлен и выпущен после его смерти. Презентация альбома состоялась в московском Театре Эстрады.
На одном из последних концертов группы с участием Танича он сказал:

Всё реже поют мои песни,

И с грустью задумался я,

Похоже уходит на пенсию

Рабочая песня моя.

Но что было сделано — сделано!

Не много, но было — чего

Написано чёрным-по-белому,

От имени, от моего.

И выпало это не каждому:

Я свой — в государстве своем,

Покуда с гитаркою граждане

Поют: «Я куплю тебе дом…»,

И просто, без высокопарности,

Я людям обязан стократ

За эти слова благодарности,

Что мне каждый день говорят.

## Музыкальный стиль
В песнях «Лесоповала» уделяется большое значение лирическому содержанию, которое основывается на повествовании о свободе, трудовых лагерях, преступной жизни, и иногда других темах, таких как мир и любовь. Михаил Танич говорил, что шесть лет, проведённых им в советских трудовых лагерях, дали ему возможность изучить и прочувствовать на себе все стороны и особенности преступной жизни, и что его задача состояла в том, чтобы найти хоть какие-нибудь положительные черты в людях, связанных с уголовным миром.
Михаил Танич был политическим заключённым, но в своих стихах он сочувствовал и другим заключённым, которые находились в местах лишения свободы за различные преступления, в том числе тем, кто незаслуженно отбывал срок или кто был там за мелкие преступления. Также немало у группы песен, рассказывающих об «отошедших», порвавших с преступным миром людей. Танич заявлял, что шансон «дико цвёл в советские времена, когда вся страна была в лагерях, когда зоны, колючая проволока, вышки охраны с надзирателями и автоматами, были всюду». Помимо всего этого, он считал, что в России все в какой-то мере связаны с лагерями и с преступной жизнью.
В своих песнях Танич часто затрагивает темы из советской жизни, фокусируя их на людей с криминальным прошлым. Некоторые из его песен имеют отношение с политическими темами советской эпохи, часто с юмористическим оттенком. Например, песня «Налог» повествует о налоге на бездетность, существовавшем во времена СССР. Бездетные мужчины от 20 до 50 лет и бездетные замужние женщины от 20 до 45 лет должны были отчислять 6 % зарплаты государству. Герой песни оплакивает это, он вынужден заплатить этот налог, сидя в тюрьме, ещё и тюремные охранники отказываются предоставить ему женщину для зачатия ребёнка.
Песни группы часто включают сленг, жаргон, блатные выражения, которые, как говорил Сергей Коржуков, необходимы, чтобы точнее представить уголовную жизнь в России.
В музыке группа полагается на стиль русской бардовской (авторской) песни, для которой характерен сильный вокал с гитарным аккомпанементом. Музыканты сочетают эти традиции с использованием аккордеона, синтезатора и барабанов.

### Критика
В то же время, официальные правительственные лица осуждают творчество коллективов, поющих в стиле русского шансона. В частности, генеральный прокурор РФ Владимир Устинов назвал эти песни «пропагандой преступной субкультуры».

Известный автор-исполнитель и один из ярких представителей жанра «русский шансон» Александр Новиков, отбывший в местах лишения свободы 6 лет, рассуждая о жанре, привёл в пример песню группы «101-й километр»:
Если я пою о тюрьме, то это очень горькие и очень печальные песни. Тюрьма — это не такая сладкая штука, чтобы скакать под ручку с Пугачёвой и петь «Сто первый, сто первый! Бросай якоря! А там, за сто первый, — опять лагеря». Свистопляска!
Известный критик Артемий Троицкий дал следующую характеристику жанра «русский шансон»:
Единственной разновидностью нашего «шансона», на которую у меня откровенная аллергия, является приблатнённая попса. Для меня символом этой музыки служит группа «Лесоповал». Вот ничего гаже группы «Лесоповал» я представить себе не могу.

## Популярность
Из-за того, что российский рынок музыкальной продукции отличается высоким уровнем пиратства, трудно измерить, сколько записей группы «Лесоповал» было продано. Кроме того, подобный жанр песен редко транслируют на популярных радиостанциях, где русская поп-музыка остаётся более популярной. Однако «Лесоповал» регулярно проводит концерты, и является одной из самых популярных групп в России, поющих в стиле русский шансон.
Группа «Лесоповал» — неоднократный участник ежегодной национальной премии «Шансон года». С 1996 по 2004 года группа принимала участие в отборочных турах фестиваля «Песня года».

## Состав

### Текущий состав
- Илья Ефимов — вокал, гитара (2018—наши дни)
- Александр Соколов — вокал (2018—наши дни)
- Максим Поршин — вокал, гитара, баян (2021—наши дни)
- Вениамин Смирнов — хореография, перкуссия (1992—наши дни)
- Константин Родионов — клавишные, вокал (2002—наши дни)
- Владимир Блинников — звук (2007—наши дни)
- Игорь Барыкин — директор (2014—наши дни)
- Николай Семенов — саксофон (2023—наши дни)

### Бывшие участники
- Михаил Танич — продюсер, автор песен (1991—2008)†
- Сергей Коржуков — вокал, автор музыки, гитара (1991—1994)†
- Игорь Бахарев  — клавишник, директор группы (1991—1996)
- Сергей Куприк — основной  вокал, гитара (1994—2008)
- Сергей Дикий — гитара, вокал (1994—1996)
- Руслан Казанцев — вокал, хореография (1994—2000)
- Александр Федорков — вокал, автор музыки, аранжировщик, клавишные, труба, директор группы (1992—2006)
- Леонид Марголин — вокал, автор музыки, баян, клавишные, гитара, директор группы (1995—1998)
- Олег Пряжин — бас-гитара (2002—2005)
- Владимир Соловьёв — хореография, аккордеон (1992—2014)†
- Игорь Шаров — вокал (2008—2009)
- Олег Гонтарь — клавиши, вокал, автор музыки (2009—2017)
- Вячеслав Величковский — вокал, бас-гитара (2005—2018)
- Станислав Приленский — вокал (2018—2021)
- Станислав Волков — вокал, гитара (1997—2021)†
- Александр Лошаков — ударные (2002—2022)
- Владимир Алипов — гитара (2008—2022)
- Михаил Кулаков — хореография, постановка танцев, вокал (2004—сентябрь 2023)

## Дискография

### Основные альбомы
- 1991 — «Я куплю тебе дом» 14 песен[2]
- 1992 — «Когда я приду» 13 песен[2]
- 1993 — «Воровской закон» 14 песен[2]
- 1995 — «Амнистия» 13 песен[2]
- 1996 — «Королева Марго» 12 песен[2]
- 1998 — «101-й километр» 12 песен
- 2000 — «Кормилец» 13 песен
- 2001 — «Личное свидание» 14 песен
- 2002 — «Я — оттуда» 12 песен
- 2003 — «Базара нет» 12 песен
- 2004 — «Свобода, блин!» 13 песен
- 2005 — «Винторез» 13 песен
- 2006 — «Улыбнись, Россия!» 14 песен
- 2007 — «Мама — улица» 12 песен
- 2008 — «Наша жизнь» 12 песен
- 2010 — «Погляди мне в глаза» 12 песен
- 2013 — «Цветок-Свобода» 12 песен
- 2020 — «Прощаю всех» (записан в 2015 году) 13 песен
- 2020 — «Прогулочный дворик» 12 песен
- 2021 — «Недолет» (записан в 2016 году) 12 песен
- 2022 — «Дорога домой» 11 песен
- 2022 — «Спроси с себя» (записан в 2018 году) 12 песен

### Сборники
- 1996 — «Новый состав» 14 песен[2]
- 1996 — «Лучшие песни (2 CD)» 28 песен[2]
- 1998 — «Избранное» 17 песен[2]
- 1999 — «Легенды русского шансона» 19 песен[2]
- 2002 — «Меньше дыму» 18 песен
- 2002 — «Grand Collection» 20 песен

### Концертные записи
- 1994 — «Последний концерт с Сергеем Коржуковым (2 CD)» 22 песни[2]
- 1995 — «Лесоповал в Нью-Йорке. Первая ходка» 13 песен[2]
- 1997 — «Лесоповал в Нью-Йорке. Вторая ходка» 11 песен[2]

### Магнитоальбомы
- 1991 — «Песни Вовы-Мухи, бывшего малолетки» 16 песен

### Винил
- 1992 — «Столыпинский вагон» 10 песен
- 1992 — «Кореша» 10 песен
- 1992 — «Видеосалон» 10 песен
- 2014 — «Я куплю тебе дом» (переиздание) 13 песен

### Записи Сергея Коржукова
- 2002 — «Неизданное» 11 песен
- 2007 — «Я стоял у порога» 17 песен
- 2008 — «Натали» 14 песен
- 2013 — «Сергей Коржуков и группа Лесоповал — Последний альбом» 15 песен
- 2013 — «Миражи» 22 песни

## Видеоклипы
- 1991 — «Я куплю тебе дом»
- 1992 — «Птичий рынок»
- 1992 — «Тося»
- 1992 — «Воруй Россия!»
- 1993 — «Первая девочка»
- 2000 — «Кормилец»
- 2001 — «Давай поженимся!»
- 2005 — «Было трое нас дружков»